# 新名新
新名 新（にいな しん、1954年 - ）は、日本の実業家。東京都出身。株式会社メディアドゥ取締役副社長COO、ジャイブ株式会社代表取締役社長。株式会社出版デジタル機構代表取締役社長、一般社団法人ABJ代表理事。

## 人物・経歴
東京都出身。上智大学文学部卒業後、1980年に株式会社中央公論社（現・中央公論新社）に入社。1996年、株式会社角川書店（現・KADOKAWA）に入社し、2003年4月から書籍事業部部長を経て、2007年1月から常務取締役として、出版事業及び電子書籍を担当した。2005年、株式会社モバイルブック・ジェーピー社外取締役に就任。2008年1月、角川エディトリアル（後のイマジカ角川エディトリアル、現・パーソルメディアスイッチ）代表取締役に就任。2012年、株式会社ブックウォーカー社外取締役に就任。2013年から一般財団法人角川文化振興財団にて文学・学芸関係の賞運営に従事し、同年10月事務局長に就任。
2014年6月、株式会社出版デジタル機構（2019年3月に3代目法人・株式会社メディアドゥに社名変更）の代表取締役社長に就任。2018年3月、株式会社メディアドゥホールディングス（現在の株式会社メディアドゥ）取締役副社長COOに就任。2019年よりジャイブ株式会社代表取締役社長に就任。2020年より海賊版対策の業界団体である一般社団法人ABJの代表理事に就任。